# Cuiluan
Der Stadtbezirk Cuiluan (chinesisch 翠峦区, Pinyin Cuìluán Qū) der bezirksfreien Stadt Yichun in der chinesischen Provinz Heilongjiang im Nordosten der Volksrepublik China hat eine Fläche von 1.560 km² und zählt etwa 50.000 Einwohner.